# Ghiacciaio Schneider
Il ghiacciaio Schneider (in inglese: Schneider Glacier) è un ghiacciaio lungo circa 28 km situato sulla costa di Zumberge, nella parte occidentale della Terra di Ellsworth, in Antartide. In particolare, il ghiacciaio, il cui punto più alto si trova a circa 1400 m s.l.m., si trova nella parte centro-settentrionale della dorsale Patrimonio, nelle Montagne di Ellsworth. Da qui, esso fluisce verso nord scorrendo lungo il versante orientale della dorsale Inferno e quello occidentale della dorsale Dunbar, nelle cime Pioniere, fino ad unire il proprio flusso a quello del ghiacciaio Balish ed entrare quindi nel ghiacciaio Splettstoesser.

## Storia
Il ghiacciaio Schneider è stato mappato dallo United States Geological Survey grazie a ricognizioni terrestri dello stesso USGS e a fotografie aeree scattate dalla marina militare statunitense (USN) nel periodo 1961-66 ed è stato poi così battezzato dal Comitato consultivo dei nomi antartici in onore del comandante Arthur F. Schneider, ufficiale della squadriglia VX-6 della USN durante l'Operazione Deep Freeze del 1965 e ufficiale in comando in quella del 1968.